# Mutsuhiko Nomura
Mutsuhiko Nomura (jap. 野村 六彦 Nomura Mutsuhiko; ur. 10 lutego 1940 w prefekturze Hiroszima) – japoński piłkarz występujący na pozycji napastnika.

## Kariera piłkarska
Od 1963 do 1975 roku występował w Hitachi.